# Record du Maroc de natation dames du 50 mètres papillon
Cet article présente l'évolution du record du Maroc de natation dames du 50 mètres papillon.

## Bassin de 50 mètres
| Temps   | Athlète                  | Naissance | Âge | Club         | Compétition                              | Lieu       | Date            |
| ------- | ------------------------ | --------- | --- | ------------ | ---------------------------------------- | ---------- | --------------- |
| 29 s 79 | Shérazade Ramond-Hannane | 1990      | 18  | WAC          | Championnats du Maroc                    | Casablanca | 26 juillet 2008 |
| 29 s 36 | Shérazade Ramond-Hannane | 1990      | 19  | WAC          | Jeux méditerranéens                      | Pescara    | 30 juin 2009    |
| -----   |                          |           |     |              |                                          |            |                 |
| 29 s 01 | Shérazade Ramond-Hannane | 1990      | 19  | WAC          | Championnats du monde                    | Rome       | 31 juillet 2009 |
| 28 s 98 | Shérazade Ramond-Hannane | 1990      | 20  | WAC          | Championnats de France des jeunes        | Rennes     | 22 avril 2010   |
| 28 s 96 | Sara El Bekri            | 1987      | 25  | RCA Natation | 26e meeting de Sarcelles - Val de France | Sarcelles  | 17 février 2012 |

## Bassin de 25 mètres
| Temps   | Athlète                  | Naissance | Âge | Club         | Compétition               | Lieu       | Date             |
| ------- | ------------------------ | --------- | --- | ------------ | ------------------------- | ---------- | ---------------- |
| 29 s 65 | Shérazade Ramond-Hannane | 1990      | 18  | WAC          | Championnats du monde     | Manchester | 10 avril 2008    |
| 29 s 59 | Sara El Bekri            | 1987      | 23  | RCA Natation | Championnats du monde (s) | Dubaï      | 18 décembre 2010 |
| 28 s 97 | Sara El Bekri            | 1987      | 24  | RCA Natation | Championnats du Maroc     | Meknès     | 10 avril 2011    |